# Leeroy Thornhill

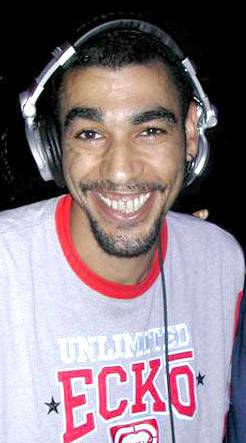
Leeroy Thornhill, Februari 2005

Leeroy Thornhill (Barking, Essex, 8 oktober 1968) is een Brits elektronischemuziekartiest en voormalig danser. Tevens was hij geregeld de keyboardspeler bij optredens van de Britse elektronica-/dancegroep The Prodigy. 
Thornhill groeide op in Braintree. Hij is een liefhebber van voetbal en James Brown.
Thornhill verliet The Prodigy in 2000 omdat hij zich voornamelijk wilde richten op zijn solocarrière en omdat hij zich al jaren geen echt lid van de groep voelde.
Hij gaf een paar cd's uit onder de naam Longman en Flightcranck, maar zonder groot succes. Thornhill houdt nog altijd contact met The Prodigy.